# Libanon i olympiska vinterspelen 2002
Libanon deltog i olympiska vinterspelen 2002. Libanons trupp bestod av 2 idrottare varav 1 var man och 1 var kvinna. Båda deltog i alpin skidåkning.

## Trupp
| Namn            | Sport (Antal grenar) | Ålder |
| --------------- | -------------------- | ----- |
| Niki Fuerstauer | Alpin skidåkning (1) | 21    |
| Chirine Njeim   | Alpin skidåkning (2) | 17    |

## Resultat

### Alpin skidåkning
- Slalom herrar
  - Niki Fuerstauer - ?
- Storslalom damer
  - Chirine Njeim - 45
- Slalom damer
  - Chirine Njeim - 36